# Fayodia
Fayodia Kühner (śluzopępka) – gatunek grzybów należący do rzędu pieczarkowców Agaricales. W Polsce występuje tylko jeden przedstawiciel tego rodzaju.

## Charakterystyka
Owocniki pępówkowate lub grzybówkowate. Kapelusz gładki, białobrązowy do ciemnobrązowego. Blaszki przyrośnięte do zbiegających. Trzon mniej więcej tego samego koloru co kapelusz. Wysyp zarodników biały. Zarodniki niemal kuliste, z dwuwarstwowymi ścianami: nieamyloidalne episporium z wyraźnymi kolcami lub brodawkami i gładkim, amyloidalnym perisporium. Podstawki 2-zarodnikowe. Występują cheilocystydy. Skórka kapelusza i trzonu nieżelatynizowane. Strzępki ze sprzążkami lub bez, niemyloidalne i niedekstrynoidalne.
Grzyby saprotroficzne występujące w grupach, samotnie lub w małych grupach na spalonej glebie, w lasach iglastych, rzadziej w lasach liściastych. Są szeroko rozpowszechnionew umiarkowanych regionach Europy, a prawdopodobnie występują na całym świecie.
Fayodia charakteryzują się bardzo wyraźną, dwuwarstwową ścianą zarodników i suchą, niezżelatynizowaną skórką kapelusza i trzonu. Gamundia odróżniają się brodawkowato- kolczastymi, cienkościennymi, nieamyloidalnymi zarodnikami i żelatynowatą skórką, a Myxomphalia grubościennymi, gładkimi lub drobno brodawkowatymi zarodnikami, amyloidalną i zżelatynizowaną skórką kapelusza i trzonu.

## Systematyka i nazewnictwo
Pozycja w klasyfikacji: Incertae sedis, Agaricales, Agaricomycetidae, Agaricomycetes, Agaricomycotina, Basidiomycota, Fungi.
Po raz pierwszy opisał go Robert Kühner w 1930 r. Polską nazwę zaproponował Władysław Wojewoda w 2003 r.
Niektóre gatunki:
- Fayodia alutacea H.E. Bigelow 1979
- Fayodia anthracobia (J. Favre) Knudsen 1991
- Fayodia bisphaerigera (J.E. Lange) Singer 1936
- Fayodia campanella E. Horak 1962
- Fayodia deusta Singer & Clémençon 1971
- Fayodia fallax Raithelh. 1983
- Fayodia gracilipes (Britzelm.) Bresinsky & Stangl 1974 – śluzopępka dwuzarodnikowa
- Fayodia granulospora G. Stev. 1964
- Fayodia tenuisperma Singer 1969
- Fayodia xerophila Luthi & Röllin 2000

Wykaz gatunków i nazwy naukowe na podstawie Index Fungorum. Uwzględniono tylko taksony zweryfikowane. Nazwa polska według Władysława Wojewody.